# Obrćevac
Obrćevac es un pueblo ubicado en la municipalidad de Kladanj, en el cantón de Tuzla, Bosnia y Herzegovina.

## Superficie
Posee una superficie de 2,66 kilómetros cuadrados.

## Demografía
Hasta 1991 la población era de 102 habitantes.